# Pristomerus flavipes
Pristomerus flavipes är en stekelart som beskrevs av Günther Enderlein 1921. Pristomerus flavipes ingår i släktet Pristomerus och familjen brokparasitsteklar. Inga underarter finns listade i Catalogue of Life.